# 東格林威治鎮區 (新澤西州)
東格林威治鎮區（英語：East Greenwich Township）是位於美國新澤西州格洛斯特縣的一個鎮區。

## 地方資料
東格林威治鎮區的面積為38.62平方千米，當中陸地面積為37.41平方千米，而水域面積為1.21平方千米。根據2020年美國人口普查的數據，當地共有人口11706人，而人口密度為每平方千米303.11人。